# Jackie Joseph

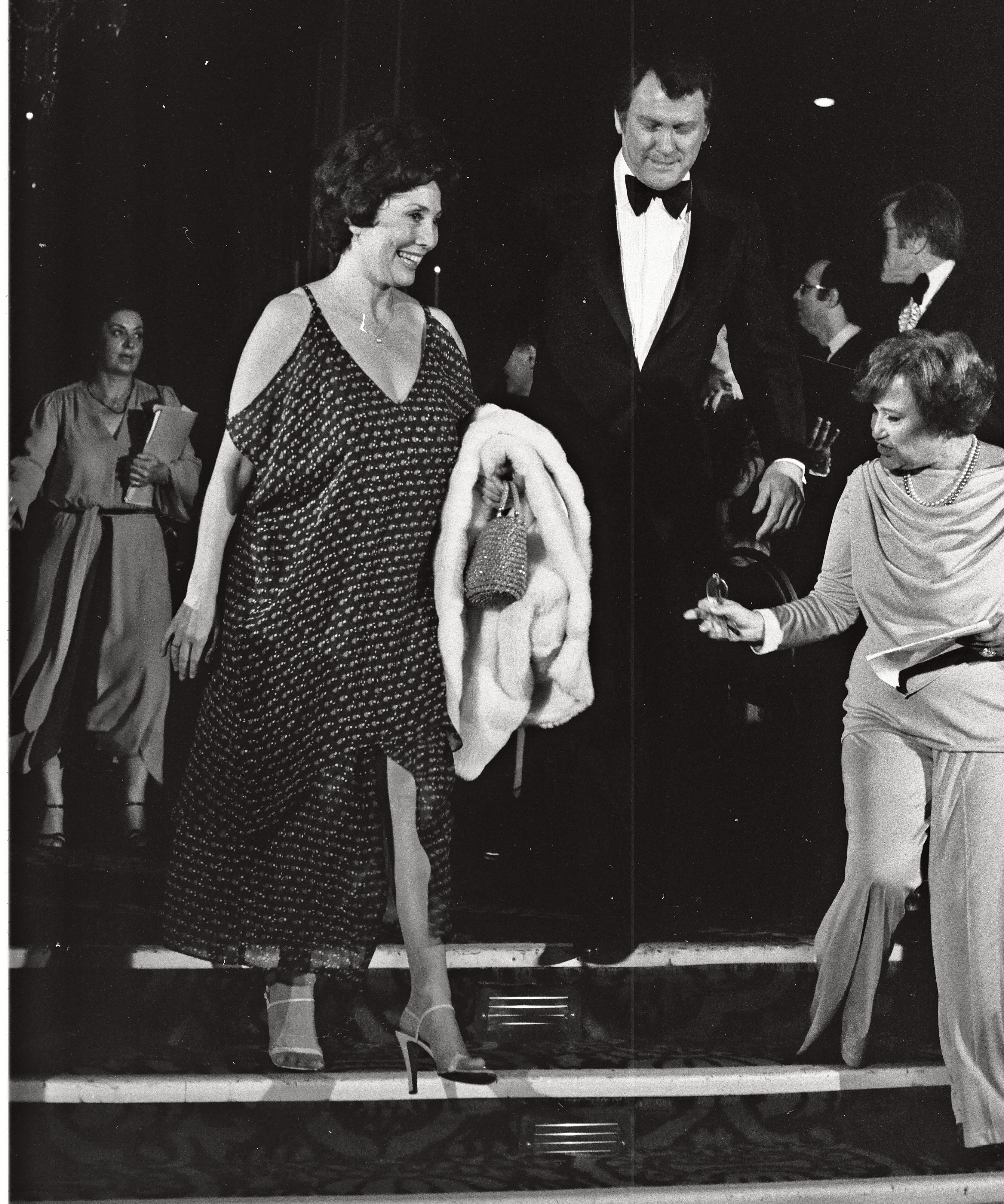
Jackie Joseph und Earl Holliman (1979), Foto von Alan Light

Jackie Joseph (* 7. November 1933 in Los Angeles, Kalifornien) ist eine US-amerikanische Schauspielerin.

## Leben
Jackie Joseph steht seit Ende der 1950er-Jahre für Film- und Fernsehproduktionen vor der Kamera. Ihre erste große Kinorolle übernahm sie 1960 in Roger Cormans B-Movie-Kultstreifen Kleiner Laden voller Schrecken, in dem sie die leicht dümmliche Freundin des Hauptdarstellers Jonathan Haze verkörperte. Es folgten kleinere Filmrollen sowie Gastauftritte in verschiedenen Fernsehserien. Eine wiederkehrende Rolle hatte sie zwischen 1971 und 1973 in der Doris Day Show, in der sie Doris Days Freundin Jackie Parker in insgesamt 44 Folgen spielte. In Joe Dantes Horrorkomödie Gremlins – Kleine Monster sowie der Fortsetzung Gremlins 2 – Die Rückkehr der kleinen Monster übernahm Jackie Joseph die Nebenrolle der Mrs. Futterman. In zwei Police-Academy-Filmkomödien verkörperte sie Mrs. Kirkland, die Mutter der von Colleen Camp gespielten Sgt. Kathleen Kirkland. Seit den 1990er-Jahren steht Joseph nur noch selten vor der Kamera, zuletzt 2019 für die Serie Modern Family. 
Jackie Joseph war von 1960 bis 1977 mit dem Schauspieler Ken Berry verheiratet, mit dem sie zwei Kinder adoptiert hat, John Kenneth und Jennifer Kate. Seit 2003 ist sie in zweiter Ehe mit David Lawrence verheiratet.

## Filmografie (Auswahl)
- 1958: Todesfalle Pazifik (Suicide Battalion)
- 1958: Mein Leben ist der Rhythmus (King Creole)
- 1960: Kleiner Laden voller Schrecken (The Little Shop of Horrors)
- 1964–1965: The Dick Van Dyke Show (Fernsehserie, 3 Folgen)
- 1967: Leitfaden für Seitensprünge (A Guide for the Married Man)
- 1968: Der Mann in Mammis Bett (With Six You Get Eggroll)
- 1968: Bullen – Wie lange wollt ihr leben? (The Split)
- 1969: Die Letzten vom Red River (The Good Guys and the Bad Guys)
- 1970: Geschossen wird ab Mitternacht (The Cheyenne Social Club)
- 1971–1973: Doris Day in... (The Doris Day Show; Fernsehserie, 44 Folgen)
- 1974: Drei Mädchen und drei Jungen (The Brady Bunch; Fernsehserie, 1 Folge)
- 1978: Quincy (Quincy, M. E.; Fernsehserie, 1 Folge)
- 1979/1980: CHiPs (Fernsehserie, 2 Folgen)
- 1980: Barnaby Jones (Fernsehserie, 1 Folge)
- 1982: Simon & Simon (Fernsehserie, 1 Folge)
- 1984: Gremlins – Kleine Monster (Gremlins)
- 1985: Mord ist ihr Hobby (Murder, She Wrote; Fernsehserie, Folge Murder to a Jazz Beat)
- 1985: Police Academy 2 – Jetzt geht’s erst richtig los (Police Academy 2: Their First Assignment)
- 1987: Police Academy 4 – Und jetzt geht’s rund (Police Academy 4: Citizens on Patrol)
- 1987: Full House (Fernsehserie, 1 Folge)
- 1990: Gremlins 2 – Die Rückkehr der kleinen Monster (Gremlins 2 – The New Batch)
- 1998: Small Soldiers
- 2014: All I Want for Christmas (Fernsehfilm)
- 2019: Modern Family (Fernsehserie, Folge Yes-Woman)